# Iglesia de San Pedro (Tercúy)
San Pedro de Tercúy es la iglesia parroquial románica del pueblo de Tercúy. Sin que esté desacralizada, no se celebra culto regularmente, dada la escasa cantidad de habitantes del lugar.
Esta iglesia fue el centro de una pavordía dependiente del monasterio de Sant Pere de Rodes, en el Alto Ampurdán. La fundación de la pavordía es de fecha del 1061, y quizá el primer establecimiento suyo fue en la vecina iglesia del monasterio de Santa María de Tercúy, pero pronto pasó a la de san Pedro. La pavordía tuvo abad propio, y el cargo de pavorde pasó al rector de la parroquia al extinguirse el monasterio.
Es un edificio románico muy modificado, con la nave y el ábside sobre alzados posteriormente. La puerta tiene una arquivolta sobre el ábaco. De una sola nave, cubierta con una bóveda de cañón hecha de ladrillo y con lunetos, tiene tres arcos torales a lo largo de la nave. Esta bóveda de ladrillo pertenece a la época barroca, y debió sustituir la primitiva románica al rehacerse la iglesia. El ábside semicircular se abre a levante mediante un arco presbiteral estrecho.
La puerta está colocada al norte, algo poco habitual en una iglesia románica, y se abre de cara al pueblo. Forma un arco de medio punto con dovelas enmarcadas en un arco en degradación y una moldura biselada sencilla que recorre el arco.
En el ábside hay una decoración hecha con bolas en el interior de la ventana de doble derrame que se abre en el centro.
Empotradas en la iglesia hay varias edificaciones por la parte de poniente, que corresponden al antiguo pueblo de Tercúy. Entre ellas se puede ver lo que queda de la antigua puerta de la iglesia, más tarde anulada. Es una obra de finales del siglo X o principios del XII en sus elementos más antiguos, y ya plenamente del XII en las que son de la primera reforma que sufrió.